# 赤穂さくら
赤穂 さくら（あかほ さくら、1996年4月30日 - ）は、日本の元女子バスケットボール選手である。石川県七尾市出身。身長183cm、体重77kgで、ポジションはセンター。
高校3年次だった2014年にバスケットボール女子日本代表に選出され、アジア大会に出場。2015年にデンソー入りし、WJBL 2015-16シーズンのルーキーオブザイヤーを受賞した。
同じくデンソーに所属の赤穂ひまわりは妹。秋田ノーザンハピネッツの赤穂雷太は弟。

## 経歴
石川県七尾市出身。福岡ユニバーシアード銀メダリストの赤穂真を父に持ち、母も日本体育大学のバスケットボール選手だった。
七尾市立東湊小学校2年時に、石崎ミニバスケットボールクラブで競技をはじめる。昭和学院高校では2年次のインターハイ、国体、3年次のインターハイ、国体、ウィンターカップでいずれも準優勝。
2014年、アジア大会の日本代表に高校生で唯一選出され、銅メダル獲得。
2015年、デンソーアイリスに入部。WJBL 2015-16シーズンは1試合平均8.38得点、リバウンド7.25を挙げ、ルーキーオブザイヤーを受賞した。
2025年5月19日、現役引退。

## 日本代表歴
- 2014 アジア競技大会 - 3位
- 2017 FIBA女子アジアカップ - 優勝